# Mimudea incertalis
Mimudea incertalis là một loài bướm đêm trong họ Crambidae.